# یاوورووکا
یاوورووکا (به لاتین: Jaworówka) یک روستا در لهستان است که در گمینا دوبژنگوو دوژه واقع شده‌است. یاوورووکا ۱۲۰ نفر جمعیت دارد.